# Falcatifolium taxoides
Falcatifolium taxoides — вид хвойних рослин родини подокарпових.
Видовий епітет стосується роду Taxus, мабуть, через подібність листя.

## Опис
Чагарник або невелике дерево, що досягає висоти 2-15 м. Кора тонка, більш-менш гладка, коричнево-червонувата з волокнистою внутрішньою частиною. Розгалужене гілок відкрите. Листки неповнолітніх дерев плоскі, довгасто-овальні, майже лінійні, розміром 15-20 на 1,5 мм, з'являється тільки на розсаді. Листки дорослих дерев розміром 0.8—2.5 см на 3—6 мм. Пилкові шишки циліндричні, 15-25 мм довжиною 1,5-2,0 мм в діаметрі. Насіннєві шишки довжиною близько 6 мм, яскраво-червоні. Насіння розміром 7 x 4 x 3 мм, спочатку червонувате, після дозрівання темно-коричневе. 

## Поширення, екологія
Країни поширення: Нова Каледонія. Цей вид поширений по всім гірським районам Нової Каледонії від 400 до 1200 м. Це зазвичай невелике дерево росте підліском у середніх і верхніх гірських вічнозелених лісах.

## Загрози та охорона
Ніяких конкретних загроз виявлено не було для цього виду. Цей вид відомий з кількох охоронних територій таких як фр. Montagne des Sources та фр. Mt Panie.